# Alfadanga
Alfadanga (en bengali : আলফাডাঙা) est une upazila du Bangladesh dans le district de Faridpur. En 1991, on y dénombrait 90 873 habitants.